# Bestiarius
Bestiarius (闘獣士 ベスティアリウス, Tōjūshi Besutiariusu) est un manga scénarisé et dessiné par Masasumi Kakizaki. II est prépublié dans le magazine Weekly Shōnen Sunday de février 2011 à mars 2015 puis dans le Shōnen Sunday S de décembre 2015 à décembre 2018. Les différents chapitres ont été rassemblés en sept livres tankōbon publiés par Shōgakukan. La version française est éditée en intégralité par Kazé.

## Style
Les créatures imaginaires du manga ont « une apparence sombre et terrifiante de réalisme ».

## Conception
Masasumi Kakizaki a déclaré qu'il avait toujours aimé la Rome de l'époque de l'Empire mais qu'écrire une histoire réaliste de l'Empire romain ne conviendrait pas pour un magazine shōnen; il a donc ajouté des dragons et d'autres créatures mythologiques à l'histoire pour attirer ce public spécifique. Pour concevoir ces créatures, il a utilisé un vieux livre avec des illustrations de monstres et les a adaptées à son propre style artistique. Kakizaki est particulièrement influencé par le cinéma pour réaliser ses œuvres, et il a déclaré que Bestiarius était influencé par le film de 1959, Ben-Hur.

## Critiques
Si Aurélien Pigeat apprécie beaucoup les dessins de Kakizaki, il déplore le manichéisme de l'histoire et la division simpliste entre bons et méchants.

## Traductions
Le manga est publié en France par Kazé, en sept volumes ainsi qu'un coffret intégral sorti le 11 décembre 2019  (ISBN 978-2-82033-630-9), en Allemagne par Egmont, en Indonésie par Elex Media Komputindo, en Espagne par Milky Way Ediciones  et en Argentine par Editorial Ivrea.

### Liste des volumes
| no | Japonais          | Japonais          | Français          | Français          |
| no | Date de sortie    | ISBN              | Date de sortie    | ISBN              |
| -- | ----------------- | ----------------- | ----------------- | ----------------- |
| 1  | 18 décembre 2013  | 978-4-09-124541-0 | 7 octobre 2015    | 978-2-82031-703-2 |
| 2  | 18 décembre 2014  | 978-4-09-125545-7 | 7 octobre 2015    | 978-2-82032-188-6 |
| 3  | 18 mai 2015       | 978-4-09-126076-5 | 27 janvier 2016   | 978-2-82032-294-4 |
| 4  | 16 septembre 2016 | 978-4-09-127400-7 | 14 décembre 2016  | 978-2-82032-364-4 |
| 5  | 16 juin 2017      | 978-4-09-127649-0 | 25 octobre 2017   | 978-2-82032-923-3 |
| 6  | 18 avril 2018     | 978-4-09-128281-1 | 26 septembre 2018 | 978-2-82033-504-3 |
| 7  | 18 février 2019   | 978-4-09-129088-5 | 18 septembre 2019 | 978-2-82033-579-1 |